# Aphnaeus schistacea
Aphnaeus schistacea är en fjärilsart som beskrevs av Moore 1881. Aphnaeus schistacea ingår i släktet Aphnaeus och familjen juvelvingar. Inga underarter finns listade i Catalogue of Life.

## Bildgalleri

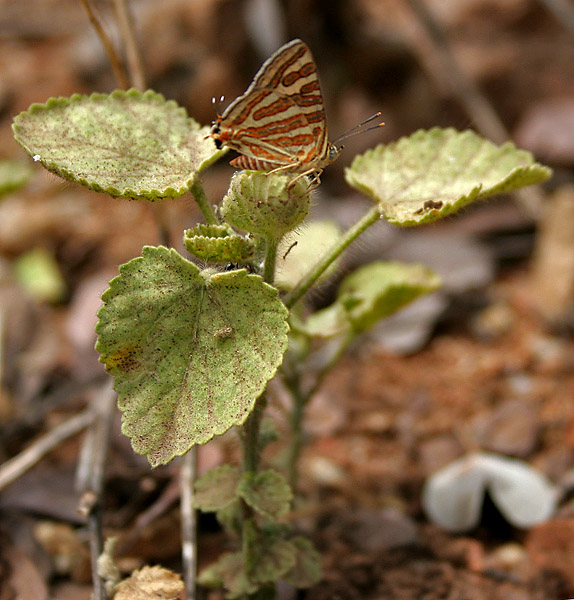